# Danh sách xã thuộc tỉnh Lâm Đồng
Tính đến ngày 1 tháng 12 năm 2024, tỉnh Lâm Đồng có 137 đơn vị hành chính cấp xã, trong đó có 106 xã.
Dưới đây là danh các xã thuộc tỉnh Lâm Đồng hiện nay.
| Xã                | Trực thuộc        | Diện tích (km²) | Dân số (người) | Mật độ dân số (người/km²) | Thành lập |
| ----------------- | ----------------- | --------------- | -------------- | ------------------------- | --------- |
| An Nhơn           | Huyện Đạ Huoai    |                 |                |                           |           |
| B'Lá              | Huyện Bảo Lâm     |                 |                |                           |           |
| Bà Gia            | Huyện Đạ Huoai    |                 |                |                           |           |
| Bảo Thuận         | Huyện Di Linh     |                 |                |                           |           |
| Bình Thạnh        | Huyện Đức Trọng   |                 |                |                           |           |
| Đạ Chais          | Huyện Lạc Dương   |                 |                |                           |           |
| Đạ Đờn            | Huyện Lâm Hà      |                 |                |                           |           |
| Đạ K'Nàng         | Huyện Đam Rông    |                 |                |                           |           |
| Đạ Kho            | Huyện Đạ Huoai    |                 |                |                           |           |
| Đạ Lây            | Huyện Đạ Huoai    |                 |                |                           |           |
| Đà Loan           | Huyện Đức Trọng   |                 |                |                           |           |
| Đạ Long           | Huyện Đam Rông    |                 |                |                           |           |
| Đạ M'Rông         | Huyện Đam Rông    |                 |                |                           |           |
| Đạ Nhim           | Huyện Lạc Dương   |                 |                |                           |           |
| Đạ Oai            | Huyện Đạ Huoai    |                 |                |                           |           |
| Đạ Pal            | Huyện Đạ Huoai    |                 |                |                           |           |
| Đa Quyn           | Huyện Đức Trọng   |                 |                |                           |           |
| Đạ Ròn            | Huyện Đơn Dương   |                 |                |                           |           |
| Đạ Rsal           | Huyện Đam Rông    |                 |                |                           |           |
| Đạ Sar            | Huyện Lạc Dương   |                 |                |                           |           |
| Đạ Tông           | Huyện Đam Rông    |                 |                |                           |           |
| Đại Lào           | Thành phố Bảo Lộc | 62,2            |                |                           |           |
| Đamb'ri           | Thành phố Bảo Lộc | 32,98           |                |                           |           |
| Đan Phượng        | Huyện Lâm Hà      |                 |                |                           |           |
| Đinh Lạc          | Huyện Di Linh     |                 |                |                           |           |
| Đinh Trang Hòa    | Huyện Di Linh     |                 |                |                           |           |
| Đinh Trang Thượng | Huyện Di Linh     |                 |                |                           |           |
| Đồng Nai Thượng   | Huyện Đạ Huoai    |                 |                |                           |           |
| Đông Thanh        | Huyện Lâm Hà      |                 |                |                           |           |
| Đức Phổ           | Huyện Đạ Huoai    |                 |                |                           |           |
| Đưng KNớ          | Huyện Lạc Dương   |                 |                |                           |           |
| Gia Bắc           | Huyện Di Linh     |                 |                |                           |           |
| Gia Hiệp          | Huyện Di Linh     |                 |                |                           |           |
| Gia Lâm           | Huyện Lâm Hà      |                 |                |                           |           |
| Gia Viễn          | Huyện Đạ Huoai    |                 |                |                           |           |
| Gung Ré           | Huyện Di Linh     |                 |                |                           |           |
| Hà Lâm            | Huyện Đạ Huoai    |                 |                |                           |           |
| Hiệp An           | Huyện Đức Trọng   |                 |                |                           |           |
| Hiệp Thạnh        | Huyện Đức Trọng   |                 |                |                           |           |
| Hòa Bắc           | Huyện Di Linh     |                 |                |                           |           |
| Hòa Nam           | Huyện Di Linh     |                 |                |                           |           |
| Hòa Ninh          | Huyện Di Linh     |                 |                |                           |           |
| Hòa Trung         | Huyện Di Linh     |                 |                |                           |           |
| Hoài Đức          | Huyện Lâm Hà      |                 |                |                           |           |
| Ka Đô             | Huyện Đơn Dương   |                 |                |                           |           |
| Ka Đơn            | Huyện Đơn Dương   |                 |                |                           |           |
| Lạc Lâm           | Huyện Đơn Dương   |                 |                |                           |           |
| Lạc Xuân          | Huyện Đơn Dương   |                 |                |                           |           |
| Lát               | Huyện Lạc Dương   |                 |                |                           |           |
| Liên Đầm          | Huyện Di Linh     |                 |                |                           |           |
| Liên Hà           | Huyện Lâm Hà      | 7819(2009)      | 48,56 ha       | 155                       | 1999      |
| Liên Hiệp         | Huyện Đức Trọng   |                 |                |                           |           |
| Liêng S'Rônh      | Huyện Đam Rông    |                 |                |                           |           |
| Lộc An            | Huyện Bảo Lâm     |                 |                |                           |           |
| Lộc Bảo           | Huyện Bảo Lâm     |                 |                |                           |           |
| Lộc Bắc           | Huyện Bảo Lâm     |                 |                |                           |           |
| Lộc Châu          | Thành phố Bảo Lộc | 33,2            |                |                           |           |
| Lộc Đức           | Huyện Bảo Lâm     |                 |                |                           |           |
| Lộc Lâm           | Huyện Bảo Lâm     |                 |                |                           |           |
| Lộc Nam           | Huyện Bảo Lâm     |                 |                |                           |           |
| Lộc Nga           | Thành phố Bảo Lộc | 16,12           |                |                           |           |
| Lộc Ngãi          | Huyện Bảo Lâm     |                 |                |                           |           |
| Lộc Phú           | Huyện Bảo Lâm     |                 |                |                           |           |
| Lộc Quảng         | Huyện Bảo Lâm     |                 |                |                           |           |
| Lộc Tân           | Huyện Bảo Lâm     |                 |                |                           |           |
| Lộc Thanh         | Thành phố Bảo Lộc | 20,71           |                |                           |           |
| Lộc Thành         | Huyện Bảo Lâm     |                 |                |                           |           |
| Ma Đa Guôi        | Huyện Đạ Huoai    |                 |                |                           |           |
| Mê Linh           | Huyện Lâm Hà      |                 |                |                           |           |
| Mỹ Đức            | Huyện Đạ Huoai    |                 |                |                           |           |
| N'Thol Hạ         | Huyện Đức Trọng   |                 |                |                           |           |
| Nam Hà            | Huyện Lâm Hà      |                 |                |                           |           |
| Nam Ninh          | Huyện Đạ Huoai    |                 |                |                           |           |
| Ninh Gia          | Huyện Đức Trọng   |                 |                |                           |           |
| Ninh Loan         | Huyện Đức Trọng   |                 |                |                           |           |
| Phi Liêng         | Huyện Đam Rông    |                 |                |                           |           |
| Phi Tô            | Huyện Lâm Hà      |                 |                |                           |           |
| Phú Hội           | Huyện Đức Trọng   |                 |                |                           |           |
| Phú Sơn           | Huyện Lâm Hà      |                 |                |                           |           |
| Phúc Thọ          | Huyện Lâm Hà      |                 |                |                           |           |
| Phước Cát 2       | Huyện Đạ Huoai    |                 |                |                           |           |
| Quảng Lập         | Huyện Đơn Dương   |                 |                |                           |           |
| Quảng Ngãi        | Huyện Đạ Huoai    |                 |                |                           |           |
| Quảng Trị         | Huyện Đạ Huoai    |                 |                |                           |           |
| Quốc Oai          | Huyện Đạ Huoai    |                 |                |                           |           |
| Rô Men            | Huyện Đam Rông    |                 |                |                           |           |
| Sơn Điền          | Huyện Di Linh     |                 |                |                           |           |
| Tà Hine           | Huyện Đức Trọng   |                 |                |                           |           |
| Tà Năng           | Huyện Đức Trọng   |                 |                |                           |           |
| Tà Nung           | Thành phố Đà Lạt  | 45,82           |                |                           |           |
| Tam Bố            | Huyện Di Linh     |                 |                |                           |           |
| Tân Châu          | Huyện Di Linh     |                 |                |                           |           |
| Tân Hà            | Huyện Lâm Hà      |                 |                |                           |           |
| Tân Hội           | Huyện Đức Trọng   |                 |                |                           |           |
| Tân Lạc           | Huyện Bảo Lâm     |                 |                |                           |           |
| Tân Lâm           | Huyện Di Linh     |                 |                |                           |           |
| Tân Nghĩa         | Huyện Di Linh     |                 |                |                           |           |
| Tân Thanh         | Huyện Lâm Hà      |                 |                |                           |           |
| Tân Thành         | Huyện Đức Trọng   |                 |                |                           |           |
| Tân Thượng        | Huyện Di Linh     |                 |                |                           |           |
| Tân Văn           | Huyện Lâm Hà      |                 |                |                           |           |
| Tiên Hoàng        | Huyện Đạ Huoai    |                 |                |                           |           |
| Trạm Hành         | Thành phố Đà Lạt  | 55,38           |                |                           |           |
| Tu Tra            | Huyện Đơn Dương   |                 |                |                           |           |
| Xuân Thọ          | Thành phố Đà Lạt  | 62,47           |                |                           |           |
| Xuân Trường       | Thành phố Đà Lạt  | 35,64           |                |                           |           |